# José-Filipe Lima

José-Filipe Moreira Lima (Versalhes, 26 de novembro de 1981) é um jogador profissional de golfe português.
Tornou-se profissional em 2002.
José-Filipe representou Portugal na competição masculina de golfe nos Jogos Olímpicos de Verão de 2016, realizados no Rio de Janeiro, Brasil. Nesta que foi a edição que marcou o regresso da modalidade ao programa olímpico após 112 anos de ausência, Filipe Lima ficou em 48.º lugar, à frente do outro representante luso Ricardo Melo Gouveia (59.º).